# Bobby Vee
Bobby Vee, nome artístico de Robert Thomas Velline (Fargo, 30 de abril de 1943 - Rogers, 24 de outubro de 2016), foi um cantor e ator norte-americano.

## Biografia
Nascido em Fargo, gravou "Suzie Baby" (primeiro single da carreira) pela Soma Records, em 1959. Outros grandes sucessos do cantor foram "Rubber Ball", "Take Good Care of My Baby", "More Than I Can Say", "Run to Him" (todos em 1961) e "The Night Has a Thousand Eyes" (1963). Em sua carreira, 38 músicas figuraram entre as 100 mais executadas, segundo a revista musical Billboard - destas, 10 ficaram no top-20 da publicação. Ele, ainda nos primeiros anos, acompanhou a banda Gunnn, cujo líder, Elston Gunnn, era o futuro cantor Bob Dylan.
Como ator, Vee atuou em quatro filmes: Swingin' Along, Play it Cool (ambos de 1962), Just for Fun (1963) e C'mon, Let's Live a Little (1967).
Era casado com Karen Bergen desde dezembro de 1963. O casamento durou até agosto de 2015, quando Karen morreu em decorrência de problemas renais. Em 24 de outubro de 2016, Vee morreu aos 73 anos, após complicações do mal de Alzheimer, que o acometia desde 2011.